# پیر دالم
پیر دالم (فرانسوی: Pierre Dalem‎؛ زادهٔ ۱۶ مارس ۱۹۱۲) یک بازیکن فوتبال اهل بلژیک است.
وی همچنین در تیم ملی فوتبال بلژیک بازی کرده است.